# Алтай (Кызылординская область)
Алтай (каз. рзд.Алтай) — разъезд в Казалинском районе Кызылординской области Казахстана. Входит в состав Кумжиекского сельского округа. Код КАТО — 434443180.

## Население
В 1999 году население разъезда составляло 59 человек (33 мужчины и 26 женщин). По данным переписи 2009 года, в разъезде проживало 67 человек (37 мужчин и 30 женщин).